# Rauhaarige Gänsekresse
Die Rauhaarige Gänsekresse (Arabis hirsuta) ist eine Pflanzenart aus der Familie der Kreuzblütengewächse (Brassicaceae). Als deutsche Trivialnamen sind außerdem Rauhe Gänsekresse und Behaarte Gänsekresse sowie Wiesen-Gänsekresse (Österreich) im Gebrauch.

## Beschreibung

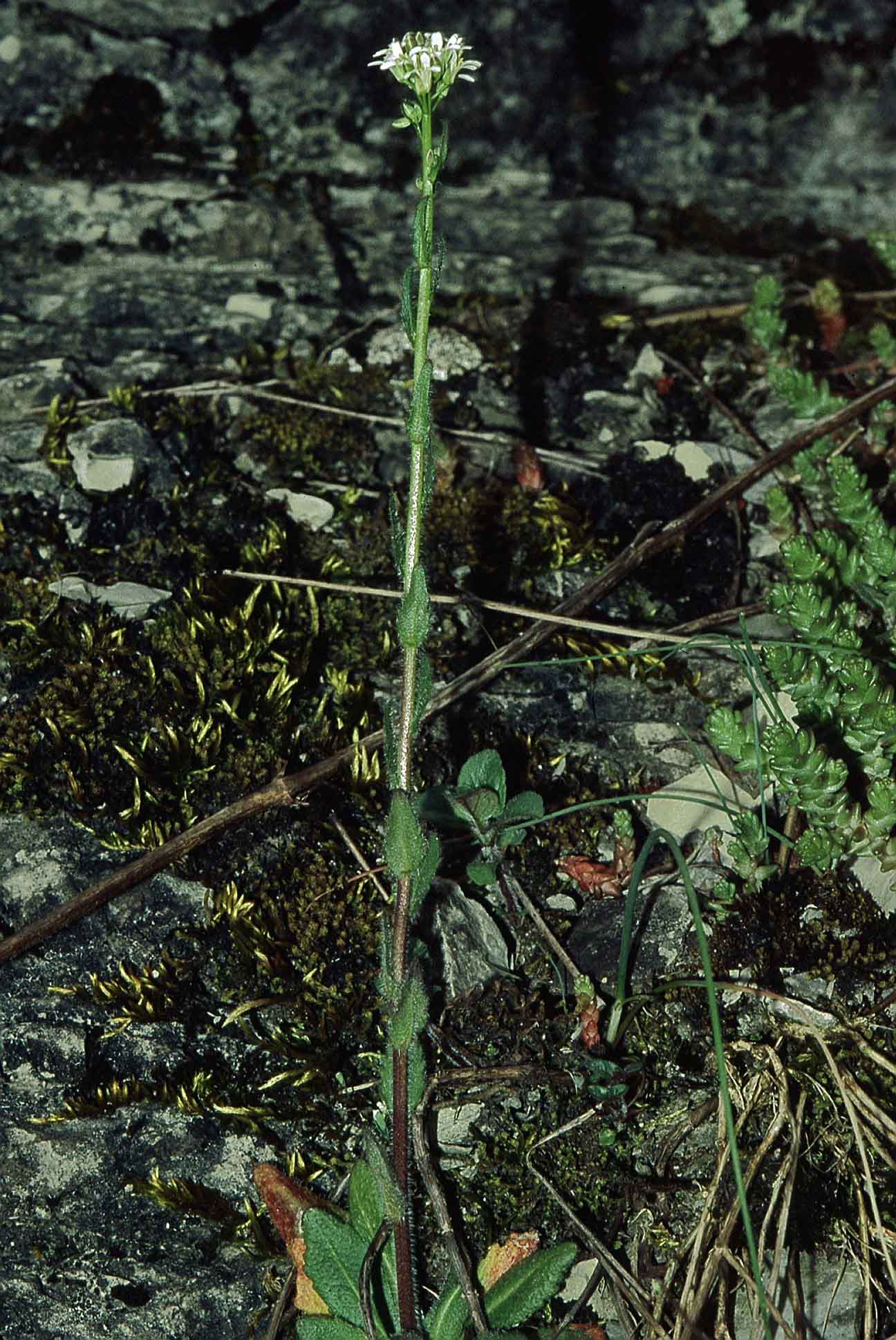
Rauhaarige Gänsekresse

Diese zweijährige krautige Pflanze besteht aus meist mehreren, 10 bis 80 cm, (selten bis 1 Meter) hohen, steifen aufrechten Stängeln. Diese wachsen aus einer grundständigen Rosette. Die am Stängel wachsenden Blätter und die schmalen Fruchtschoten liegen am Stängel an. Sowohl der Stängel als auch die Laubblätter sind dicht mit einfachen oder Gabelhaaren besetzt. Die meist gezähnten Stängelblätter sind 10 bis 30 mm lang und umfassen mit 0,5 bis 1 mm langen Öhrchen den Stängel bzw. sind aufsitzend mit breitem Grund. Der Blattgrund ist pfeilförmig bis abgerundet.
Die zwittrigen, vierzähligen Blüten mit doppelter Blütenhülle sitzen gehäuft an den Stängelenden. Die weißen Kronblätter sind zwischen 3 und 7 mm lang, etwa doppelt so lang wie die Kelchblätter. Die Blütezeit ist Mai bis Juni. Es werden schlanke, zylindrische, 25 bis 52 mm lange Schoten gebildet. Die schmal geflügelten, länglichen, etwa 1 × 1,5 mm großen Samen sind rotbräunlich.
Die Chromosomenzahl beträgt n = 8, 16 oder 32.

## Ökologie
Die Behaarte Gänsekresse ist ein Therophyt bzw. ein Hemikryptophyt (einschließlich der Zweijährigen).
Die Bestäubung dieser Art, deren Blüten sowohl männliche wie weibliche Organe enthalten, erfolgt über Selbst- oder Insektenbestäubung.
Die Ausbreitung der Diasporen erfolgt durch den Wind.

## Vorkommen
Die Behaarte Gänsekresse kommt ziemlich häufig in Kalk-Magerrasen, in mageren Wiesen, an Wegrainen und Böschungen, in Gebüschsäumen oder in lichten Kiefernwäldern, auch halbruderal an Wegen oder in Mooren vor. Sie bevorzugt eher trockenen, meist kalkhaltigen Boden.
Nach Ellenberg ist sie eine Halblichtpflanze, ein Mäßigwärmezeiger und eine Ordnungscharakterart Subozeanischer Trocken- und Halbtrockenrasen (Brometalia erecti). Sie kommt aber auch in Gesellschaften der Ordnung Origanetalia, der Klasse Thlaspietea oder des Verbands Erico-Pinion vor. In den Allgäuer Alpen steigt sie im Höfatsgebiet in Bayern oberhalb der Gieselerwand bis zu einer Höhenlage von 2000 Metern auf.
Die ökologischen Zeigerwerte nach Landolt et al. 2010 sind in der Schweiz: Feuchtezahl F = 2w (mäßig trocken aber mäßig wechselnd), Lichtzahl L = 4 (hell), Reaktionszahl R = 3 (neutral bis basisch), Temperaturzahl T = 3+ (unter-montan und ober-kollin), Nährstoffzahl N = 2 (nährstoffarm), Kontinentalitätszahl K = 4 (subkontinental).

## Inhaltsstoffe
Die Samen enthalten das Senföl Hirsutin.